# Rolf Törnkvist
Rolf Erik Albert Törnkvist, född 25 september 1910 i Helsingfors, död där 16 december 1982, var en finländsk ingenjör och företagsledare.
Törnkvist, som var son till byggmästare Erik Herman Törnkvist och Carolina Krypar,  blev student 1929, studerade matematik, fysik och kemi vid Helsingfors universitet 1931–1933, blev diplomingenjör 1934 och teknologie doktor 1975. Han var offertingenjör 1935–1937 och verkstadsingenjör 1937–1940 vid W. Rosenlew & Co Ab, Björneborgs Mekaniska Verkstad, korttidsanställd i Lappland 1940, i USA 1941–1942, chef för Wärtsilä-koncernens granatfabrik i Vasa 1942–1944, teknisk ledare för Is-Te Oy 1944–1945; grundade verkstadsföretaget Oy Tebul ab 1943, var dess verkställande direktör 1943–1964 och blev 1969 innehavare av en hydraulteknisk byrå. Han var en banbrytare för hydraultekniken i Finland; hans verkstad specialiserade sig på rodermaskiner bland annat för isbrytare. Han arbetade i många år med att utveckla en teknik för att utvinna energi ur havsvågor och behandlade denna fråga även i sin doktorsavhandling. Han skrev även om hydraulteknik i Tekniikan käsikirja samt artiklar i tekniska ämnen i fack- och dagspress. Han var periodvis lärare vid Svenska yrkesskolan och Tekniska skolan i Vasa, vid tekniska läroverket i Helsingfors (verktygsmaskiner, industriell ekonomi och hydraulteknik), principal i stiftelsen för Nya svenska samskolan och medlem av styrelsen för Fysikersamfundet i Finland.